# Lauren Hutton
Lauren Hutton (Charleston, Carolina del Sud, 17 de novembre del 1943) és una exmodel i actriu estatunidenca. Va adquirir fama per ser la primera maniquí a signar contracte amb una marca de cosmètics i pels seus papers en les pel·lícules Mossegades perilloses i American gigolo.

## Biografia
El 1960, Hutton va ser una de les primeres estudiants de la Universitat del Sud de la Florida a Tampa, però després va ser transferida a la Universitat de Tulane, on es va graduar amb un bachelor of arts el 1964.
Hutton va fer una destacada carrera com a model durant els anys 1970 i 80, fins i tot es va convertir en la primera model a signar un contracte exclusiu amb una marca de cosmètics. Va ser amb Revlon el 1973.
Com a actriu, Hutton va fer el seu debut cinematogràfic en Paper lion (1968), i va obtenir bones crítiques en interpretar l'antagonista de James Caan en The Gambler (1974). Una altra interpretació destacada va ser la de l'adúltera aventurera en American gigolo (1980). Els seus papers en pel·lícules importants van ser relativament pocs; de fet, la seva carrera com a actriu va començar a estancar-se lentament durant els anys 1980, quan va participar en pel·lícules europees de menor importància o en films nord-americans que fracassaven en la taquilla, com Lassiter (1985), Once bitten (1985) i Guilty as charged (1992).
La carrera de model de Hutton va florir novament en els anys 1990 amb un reeixit retorn, i les ofertes de treball en l'actuació van començar a arribar una altra vegada. Mentre s'aproximava als cinquanta anys, un important nombre de mitjans de comunicació van destacar la seva excepcional bellesa, la seva fascinació pels viatges i l'antropologia, i la seva actitud madura enfront de la fama. Els viatges van portar Hutton a Àfrica, on va gaudir la bellesa del continent i de la seva gent.
El 1984, se li va oferir un rol per a una sèrie de televisió, Paper dolls. La Metro-Goldwyn-Mayer va decidir produir una sèrie setmanal basada en el telefilm de l'ABC, amb gran part de l'elenc original de la producció del 1982. No obstant això, la sèrie no va durar gaire temps i va ser cancel·lada al desembre d'aquest any, deixant una situació de suspens sense resoldre.
El 1995 va ser un any important per a Hutton, des que va ser contractada per a la fosca telenovel·la de la CBS, Central Park West, en què va interpretar la rica Linda Fairchild. També va estrenar el seu Late Show, Lauren Hutton and... que va durar poc de temps a l'aire. No obstant això, va continuar treballant incessantment en pel·lícules i, a vegades, com a presentadora.
Hutton, una àvida motociclista, va generar titulars a l'octubre del 2000, quan als 55 anys es va veure embolicada en un seriós accident de moto. Tot va tenir lloc mentre es dirigia al costat dels actors Dennis Hopper i Jeremy Irons en una exhibició de motocicletes en el museu Guggenheim Hermitage. Els mitjans van publicar que Irons li havia donat a Hutton un casc que cobria completament el seu rostre minuts abans que ella s'estavellés. Perdé el control en una revolta, i Hutton va lliscar prop de 30 metres i després va volar per l'aire, i quedà amb fractures en braços, cames i costelles, un pulmó perforat, talls i macadures. Hutton, posteriorment, va passar per un llarg període de rehabilitació física; es va recuperar i es va convertir en la portaveu de la seva pròpia marca de cosmètics, Lauren Hutton's Good Stuff, que es ven principalment pel seu lloc web als Estats Units, i per diferents canals de distribució a Europa i Sud-amèrica.
A l'octubre del 2005, als 61 anys, Hutton va acceptar posar nua per a la revista Big. «Vull que (les dones) no s'avergonyeixin del que són quan estan en el llit», va declarar en el programa Good morning America. Hutton és representada per l'agència de models IMG Models de Nova York.

## Filmografia
Les seves pel·lícules més destacades són:
- Paper Lion (1968)
- Little Fauss and Big Halsy (1970)
- Pieces of Dreams (1970)
- My Name Is Rocco Papaleo (1971)
- The Gambler (1974)
- Gator (1976)
- Welcome To L.A. (1976)
- Viva Knievel! (1977)
- A Wedding (1978)
- Someone's Watching Me! (1978)
- American Gigolo (1980)
- Zorro, The Gay Blade (1981)
- Paternity (1981)
- Hécate (1982)
- Starflight: The Plane That Couldn't Land (1983)
- Paper Dolls (1984) (TV sèries, 4 episodis)
- Lassiter (1984) Kari
- Perfect (1985)
- Mossegades perilloses (Once Bitten) (1985)
- Scandal Sheet (1985)
- The Snow Queen (1985)
- Sins (1986) (minisèrie TV)
- From Here to Maternity (1986)
- Desig flagrant (Flagrant Désir)(1986)
- Monte Carlo (1986)
- Malone (1987)
- Timestalkers (1987)
- Falcon Crest (1987) (4 episodis)
- Scandalous (1988)
- Run for Your Life (1988)
- Forbidden Sun (1989)
- Agent ocult (Fear) (1990)
- Millions (1991)
- Missing Pieces (1991)
- Guilty as Charged (1992)
- Central Park West (1995–96)
- El pare, un heroi (My Father the Hero) (1994)
- We the Jury (1996)
- 54 (1998)
- A Rat's Tale (1998)
- Beautopia (1999)
- Caracara (1999)
- Just A Little Harmless Sex (1999)
- Loser Love (1999)
- Nip/Tuck (2007) (2 episodis)
- The Joneses (2009)
- Walking Stories (2013)
- I Feel Pretty (2018)